# Paul Cordonnier
Paul Cordonnier, né le 4 avril 1920  à Argenteuil (Val-d'Oise) et mort le 11 mai 1977 dans cette même ville, est un architecte français  lauréat du Grand Prix de Rome d'Architecture.

## Biographie
Fils de l'architecte André Cordonnier, Paul Cordonnier entre en juillet 1938 aux Beaux-Arts de Paris, où il étudie l'architecture . Elève de Charles Lemaresquier, Alfred Audoul et Jean Jouvensel, il en sort diplômé le 14 juin 1946 (195e promotion, "Un établissement de bains-douches piscine"). Le 27 juillet 1948, il décroche le deuxième second Grand Prix de Rome d'architecture (sujet "Le Parvis d'une cité méditerranéenne") . À cette époque, il est également membre de la Société des architectes diplômés par le gouvernement (SADG). 
Architecte de la Ville d'Argenteuil de février 1948 jusqu'à sa mort, on lui doit notamment la salle Jean Vilar, le réaménagement de l’hôtel de ville et son parc entre 1965 et 1966, les ateliers et garages municipaux, les centres de vacances, la caserne des sapeurs-pompiers, le foyer-restaurant Saint-Just ou encore la restauration du musée . En 1973, il reçoit la médaille d'honneur en argent de la ville d'Argenteuil, pour ses 25 ans de service . 
Paul Cordonnier décède le 11 mai 1977 à Argenteuil.